# Parafia Trójcy Świętej w Zimnej Wodzie
Parafia Trójcy Świętej w Zimnej Wodzie – parafia rzymskokatolicka w dekanacie Lubin Zachód w diecezji legnickiej.  Obsługiwana przez księży diecezjalnych. Erygowana w 1817.